# Октябрьский (Талицкий муниципальный округ)
Октябрьский — посёлок в Талицком городском округе Свердловской области, Россия.

## Географическое положение
Посёлок Октябрьский муниципального образования «Талицкого городского округа» Свердловской области находится в 15 километрах (по автотрассе в 22,5 километрах) к востоку-северо-востоку от города Талица. В окрестностях посёлка, в 0,5 километрах к юго-востоку расположена железнодорожная станция Чупино Свердловской железной дороги.

## Население
| 2002 | 2010 | 2021 |
| ---- | ---- | ---- |
| 4    | →4   | ↘1   |